# リハーサル (心理学)
リハーサルとは短期記憶の忘却を防いだり、長期記憶に転送したりするために、記憶するべき項目を何度も唱えることである。リハーサルは維持リハーサルと精緻化リハーサルの2つに分けられる。
維持リハーサル
短期記憶内に記憶を維持し、忘却を防ぐためのリハーサルである。
精緻化リハーサル
統合的リハーサルとも呼ばれる。短期記憶から長期記憶に記憶を転送し、長期記憶の構造に統合するためのリハーサルである。
視覚的リハーサル
通常、リハーサルというと聴覚的なものを指すが、視覚的なリハーサルも考えられる。記憶するべき項目を視覚的に思い浮かべるリハーサルである。